# قرون وسطی جدید
قرون وسطی جدید (یا مکتب نو-قرون وسطایی، قرون وسطی جدید) یک واژه با سابقه تاریخی بلند است مفاهیم فنی ویژه‌ای را در دو شاخه از علوم به دست آورده‌است. در نظریه سیاسی در مورد روابط بین‌الملل مدرن، جایی که این اصطلاح در اصل با نظریه آقای Hedley Bull، نظم سیاسی یک دنیای جهانی شده را مشابه اروپا قرون وسطی می‌داند، جایی که نه دولت‌ها، نه کلیسا و نه سایر قدرت‌های منطقه ای، حاکمیت کامل داشته، اما در عوض در حاکمیت‌های پیچیدهٔ دارای همپوشانی و ناقص شرکت کرد. در نظریه ادبیات در رابطه با استفاده و سو استفاده از متن‌ها و استعاره‌ها از قرون وسطی در پسا مدرنیته، اصطلاح قرون وسطی جدید توسط یک متخصص فرهنگ قرون وسطی، امبرتو اکو در مقاله خود به نام «رؤیای قرون وسطی» در سال ۱۹۸۶ رواج یافت.

## نظریهٔ سیاسی
طرح و ایدئولوژی نو-قرون وسطایی در تئوری سیاسی اولین بار در سال ۱۹۷۷ توسط نظریه‌پرداز هدلی بول در انجمن آنارشیک مورد بحث قرار گرفت : مطالعه نظم در سیاست‌های جهانی برای توصیف فرسایش حاکمیت دولت در جهان جهانی معاصر:
همچنین قابل درک است که حاکمیت‌های مستقل از بین بروند آن هم نه توسط دولت جهانی بلکه به وسیله یک معادل مدرن و سکولار یعنی نوعی از سازمان سیاسی جهانی که در قرون‌وسطی در دنیای مسیحیت غربی وجود داشته باشد، جایگزین شوند. در آن سیستم هیچ حاکم یا ایالت مستقلی در یک قلمرو و بخش معین جامعه مسیحی برتری نداشته‌است. هرکدام مجبور بودند با عوامل دست نشانده و با پاپ (در آلمان و ایتالیا) و امپراتور مقدس روم، اختیارات خود را تقسیم کنند. نظام سیاسی جهانی مسیحیت غربی نشان از یک جابجایی سیستم ایالتی دارد که هنوز در دولت‌های جهانی مجسم نشده‌است.
بنابراین آقای Bull پیشنهاد داد که جامعه ممکن است به سمت "یک نظام قرون وسطایی جدید" یا "شکلی از قرون وسطای دارای نظام سیاسی جهانی" حرکت کند، که در آن مفاهیم فردی حقوق و حسی رو به رشد از "جهان مشترک المنافع" که حاکمیت ملی را تضعیف می‌کند. او پیشنهاد کرد که چنین سیستمی ممکن است " از تهدیدات کلاسیک سیستم دولت‌های مستقل توسط یک ساختار از ساختارهای همپوشانی شده و وفاداری متقابل که همه مردم را در یک جامعه جهانی نگه دارند، اجتناب کند، در حالی که از تمرکز ذاتی در یک دولت جهانی اجتناب می‌کند. اگر چه " اگر آن چیزی شبیه به سابقه کشورهای مسیحی غربی باشد، بیشتر در همه جا حاضر خواهد بود و خشونت و ناامنی بیشتری نسبت به سیستم مدرن کشورهای مدرن خواهد داشت ."
در این مطالعه، جهانی شدن منجر به یک نظام بین‌المللی شده‌است که شبیه به قرون‌وسطی است، که در آن قدرت سیاسی توسط طیف وسیعی از عوامل غیر ارضی و هم پوشانی، به جای یک قدرت سیاسی واحد در کشوری که حاکمیت کامل بر قلمرو خود دارد، به کار گرفته می‌شود. مانند: نهادهای مذهبی، شاهزاده نشین، امپراطوری‌ها، و شهرها. فرآیندهای قابل مقایسه ای که نظریه «قرون وسطی جدید» آقای بول را توصیف می‌کنند عبارتند از افزایش قدرت توسط سازمان‌های منطقه‌ای مانند اتحادیه اروپا، همچنین گسترش دولت‌های ملی و واگذار شده مانند اسکاتلند و کاتالونیا. اینها اقتدار انحصاری دولت را به چالش می‌کشند. شرکت‌های نظامی خصوصی، شرکت‌های چند ملیتی و خیزش دوباره جنبش‌های مذهبی جهانی (به عنوان مثال اسلام سیاسی) نیز کاهش نقش دولت و غیر متمرکزسازی قدرت را نشان می‌دهند.
استیون جی کوبرین در سال ۱۹۹۸ نیروهای اقتصاد جهانی دیجیتال را به تصویر نو-قرون وسطایی افزود. وی در مقاله ای تحت عنوان «بازگشت به آینده: نو-قرون وسطایی و اقتصاد جهانی دیجیتال پسا مدرن» در مجله امور بین‌الملل، وی استدلال کرد که دولت مستقل همان‌طور که ما آن را می‌شناسیم – در مرزهای خاص سرزمینی تعریف شده‌است - به دلیل بخشی از اقتصاد دنیای دیجیتال ایجاد شده توسط اینترنت، پیشنهاد می‌دهد که فضای مجازی یک حوزه فرا منطقه ای است که خارج از حوزه قضایی قانون ملی عمل می‌کند.
آنتونی کلارک آرند نیز در سال ۱۹۹۹ در کتاب قانون‌های حقوقی و جامعه بین‌الملل استدلال کرد که سیستم بین‌المللی به سمت یک سیستم «نو-قرون وسطایی» در حرکت است. او ادعا کرد که نظریاتی که آقای Bull در سال ۱۹۷۷ بیان کرد در پایان قرن بیست آشکارتر می‌شود. آرند استدلال می‌کند که ظهور یک سیستم «جدید قرون وسطایی» پیامدهای عمیقی در ایجاد و عملکرد حقوق بین‌الملل خواهد داشت.
گرچه آقای Bull در ابتدا نو-قرون وسطا گرایی را به عنوان یک فرایند مثبت تصور می‌کرد، با این وجود، این روند منتقدان خودش را دارد. بروس هولسینگر در نظریه نو-قرون وسطا گرایی، نو-محافظه کار گرایان و مخالفان ترور استدلال می‌کند که نو-محافظه کاران از مفهوم اشتباه نو-قرون وسطا گرایی برای اهداف تاکتیکی خود سوءاستفاده کرده‌اند. به همین ترتیب، نو-قرون وسطا گرایی، "جنگ داخلی و معضل امنیتی جدید (۱۹۹۸)" ساخته فیلیپ جی سرنی نیز نئودیمالی گرایی را تحولی منفی می‌داند و ادعا می‌کند که قدرت‌های جهانی سازی به‌طور فزاینده ای دولت‌های ملی و دولت‌های ایالتی را از طریق پیوندهای عرضی بین بخش‌های مختلف اقتصادی و پیوندهای اجتماعی تحت الشعاع قرار می‌دهند، که در نهایت منجر به بروز مشکلات امنیتی جدیدی می‌شود که در قرون‌وسطی قیاس داشته‌است. آقای Cerny، شش ویژگی جهانی را شناسایی می‌کند که به این اختلال در سطوح ملی و بین‌المللی کمک می‌کنند؛ فقدان فشار خارجی بیرونی هم در سطح ملی و هم در سطح بین‌المللی؛ تثبیت نابرابر فضاهای جدید، شکاف‌های، درگیری‌ها و نابرابری؛ سنگرهای گسترده در خارج از قانون و نیز اقتصاد سیاه.

## مطالعات مربوط به قرون وسطای
استفاده اولیه از اصطلاح نئو-قرون وسطایی به تعبیری شبیه اثر اومبرتو اکو، " جوجه تیغی و روباه " ساخته Isaiah Berlin در سال ۱۹۵۳ بود:
هیچ خویشاوندی بین جوزف مایستر و کسانی که به احتمال نوعی بازگشت معتقد بودند وجود ندارد –  نو-قرون وسطا گرایان از واکنرودر و گورس و کوبت تا جی کی چسترتون و Slavophils و Distributists و انجمن پیش رافائلی‌ها و دیگر رمانتیک‌های نوستالژیک؛ زیرا او اعتقاد داشت، همان‌طور که تولستوی نیز دقیقاً برعکس این کار را انجام داد: به قدرت "غیرقابل فروپاشی لحظه فعلی": در عدم توانایی ما در انجام این کار با مجموع شرایطی که ممکن است مقوله اصلی مان را تعیین کنیم، ترتیبی که هرگز نمی‌توانیم به‌طور کامل توصیف کنیم یا در غیر این صورت به آگاهی فوری از آن برسیم.
سپس، در سال ۱۹۸۶، امبرتو اکو گفت: «در حال حاضر، هم در اروپا و هم در آمریکا، شاهد یک دوره تجدید گرایش به قرون وسطی، با یک نوسان کم‌نظیر بین نو-قرون وسطایی و یک محک معتبر فلسفی» هستیم. به تازگی این واژه توسط نویسندگان مختلف از جمله مورخان قرون‌وسطی به کار گرفته شده‌است که آن را به عنوان تلاقی بین خیال‌پردازی عمومی و تاریخ قرون‌وسطی به عنوان یک واژه توصیف دوران پسا مدرن تاریخ قرون‌وسطی می‌بینند.
علاقه گسترده به موضوعات قرون‌وسطایی در فرهنگ عامه، به ویژه بازی‌های کامپیوتری ماننده MMORPG و همین‌طور فیلم‌های سینمایی، و تلویزیون، موسیقی نو قرون‌وسطایی، و ادبیات عامه مردم را فرا خواند. منتقدان در این مورد بحث کرده‌اند که چرا مضامین قرون‌وسطایی مخاطبان را در دنیایی مدرن و به شدت تکنولوژیک مجذوب خود می‌کنند. توضیح احتمالی، نیاز به روایت تاریخی رمانتیک برای روشن‌شدن چشم‌انداز گیج‌کننده رویدادهای سیاسی و فرهنگی جاری است.

## فصل مشترک در نظریه سیاسی و مطالعات قرون‌وسطایی
برخی از مفسران از همپاشی اصطلاحات بین نظریه سیاسی «نو-قرون وسطایی» هدلی بول و نظریه پست مدرنیسم «نو-قرون وسطایی» امبرتو اکو برای بحث در مورد چگونگی استفاده از گفتمان‌های فرهنگی در مورد قرون وسطی برای اهداف سیاسی در تغییر نظم بین‌المللی قرن بیست‌ویکم استفاده کرده‌اند. یکی از طرفداران اصلی این استدلال بروس هولسینگر بود، که با استفاده از شرق‌شناسی و زبان قرون وسطایی در گفتمان «جنگ علیه ترور» پس از ۱۱ سپتامبر مطالعه کرد، با این استدلال که نو محافظه کاران آمریکایی از قرون وسطی استفاده کرده‌اند تا حمایت‌های عوام از سیاست خارجی و اقدامات نظامی که حاکمیت دولت و قانون بین‌المللی را تضعیف می‌کند. : 67–69 
دیگر افراد که در رد نظریه هولسینگر، استدلال می‌کنند که فرهنگ عامه نو-قرون وسطایی، مانند بازی رایانه ای Skyrim، نشان دهنده، و بنابراین به نوبه خود به عادی سازی نظام سیاسی نو-قرون وسطایی کمک می‌کند: و ایالات غیر از ایالات متحده، به عنوان مثال ایسلند نیز از قرون وسطی به عنوان منبع قدرت نرم برای کمک به تأمین جایگاه خود در نظم جهانی تغییر یافته پس از ۱۱ سپتامبر استفاده کرده‌است. : 131–95 